# Banda por dentro
 (octobre 2023).
Si vous disposez d'ouvrages ou d'articles de référence ou si vous connaissez des sites web de qualité traitant du thème abordé ici, merci de compléter l'article en donnant les références utiles à sa vérifiabilité et en les liant à la section « Notes et références ».
La Banda por dentro (« croche-pied à l'intérieur », en portugais), également appelée banda trançada (« croche-pied tressé »), est une technique de fauchage en capoeira, comparable au « O-Uchi-Gari » en judo, qui consiste à déséquilibrer son adversaire en supprimant l'un de ses appuis avec le talon après avoir entré celui-ci entre ses jambes.